# Круглова, Лариса Николаевна
Лари́са Никола́евна Кругло́ва (род. 27 октября 1972, Мурманск, СССР) — российская легкоатлетка. Заслуженный мастер спорта. Призёр Олимпийских игр, чемпионатов Европы и мира.

## Биография
Лариса Круглова родилась 27 октября 1972 года в Мурманске. Обучалась в средней школе № 41. В 1995 году окончила Мурманский государственный педагогический институт по специальности «педагогика и методика начального обучения». Первым тренером был Б. И. Триппа. В сборной команде России с 2001 года. Тренировалась под руководством П. В. Савенкова.
Работала тренером-преподавателем отделения легкой атлетики МОУ ДОД «Специализированная детско-юношеская спортивная школа олимпийского резерва № 4 по скоростному бегу на коньках и легкой атлетике».
В 2010 году окончила Северо-Западную академию государственной службы по специальности «государственное и муниципальное управление».
Депутат Мурманской областной Думы 6 созыва, член фракции «Единая Россия». Председатель комитета областной Думы по образованию, науке, культуре, делам семьи, молодежи и спорту. Координатор партийного проекта «Детский спорт». Посол комплекса «Готов к труду и обороне» в Мурманской области.
Живёт в Мурманске.

## Общественная деятельность
Постройка легкоатлетического манежа в Мурманске
Появление в Мурманске легкоатлетического манежа стало результатом обещания бывшего губернатора области Юрия Евдокимова Ларисе Кругловой. Между ними было заключено шуточное соглашение: если Круглова попадает на Олимпийские игры, он начинает строительство манежа.
В 2004 году Лариса Круглова стала призёром Олимпийских Игр. Тогда же в Мурманске был заложен легкоатлетический манеж — многофункциональный комплекс, под крышей которого нашли себе место многие виды спорта.
Возведение бассейна в Коле
Жители города Кола обратились к властям с просьбой о постройке бассейна. В 2020 году в рамках партийного проекта «Детский спорт» и государственной программы Мурманской области «Развитие физической культуры и спорта» началось строительство физкультурно-оздоровительного комплекса с бассейном в городе Кола Мурманской области. Общая стоимость работ составила порядка 257 миллионов рублей. Лариса Круглова следила за строительством объекта, контролируя ход работ.
В 2021 году бассейн «Гольфстрим» открыл свои двери.

## Спортивные проекты
Традиционные соревнования по легкой атлетике на призы Ларисы Кругловой
С 2003 года Лариса Круглова проводит в Мурманске соревнования по лёгкой атлетике на свои призы. В соревнованиях принимают участие воспитанники детско-юношеских спортивных школ, коллективов физической культуры, клубов любителей бега Мурманской области и других регионов, прошедшие отборочные соревнования. Дистанции — на 60 и 1000 метров, а также эстафета 4 по 200 метров.
Соревнования по лыжным гонкам «Кольский пингвиненок»
В Кольском районе в рамках партийного проекта «Детский спорт» проходят соревнования по лыжным гонкам среди дошкольников «Кольский пингвинёнок». Лариса Круглова поддерживает проведение турнира и является его куратором.
По сложившейся традиции она дарит победителям гонки плюшевых пингвинят. Обладание этим главным символом соревнований является заветной мечтой для каждого юного лыжника.

## Волонтерство
Во время пандемии коронавируса Лариса Круглова оказывала помощь сотрудникам Мурманской городской поликлиники № 2. В свободное время она как автоволонтёр развозила врачей и фельдшеров по вызовам, доставляла продукты обратившимся жителям.

## Достижения
Заслуженный мастер спорта. Серебряный призёр Олимпийских игр в Афинах 2004 года. Награждена медалью ордена «За заслуги перед Отечеством II степени».
| Год  | Турнир                                          | Место проведения | Результат | Программа        |
| ---- | ----------------------------------------------- | ---------------- | --------- | ---------------- |
| 2002 | Чемпионат Европы по лёгкой атлетике в помещении | Вена, Австрия    | 6         | 60 м             |
| 2002 | Чемпионат Европы по лёгкой атлетике             | Мюнхен, Германия | 3         | эстафета 4×100 м |
| 2003 | Чемпионат мира по лёгкой атлетике               | Париж, Франция   | 3         | эстафета 4×100 м |
| 2004 | Летние Олимпийские игры                         | Афины, Греция    | 2         | эстафета 4×100 м |
| 2005 | Чемпионат Европы по лёгкой атлетике в помещении | Мадрид, Испания  | 6         | 60 м             |
| 2006 | Чемпионат мира по лёгкой атлетике в помещении   | Москва, Россия   | 7         | 60 м             |

### Личные рекорды
- Бег на 100 метров — 11,20 с (2006)
- Бег на 200 метров — 22,84 с (2004)

## Личная жизнь
Замужем. Воспитывает сына Льва (род. 29 апреля 2014 года).